# Panzerkampfwagen III
A Panzerkampfwagen III (Panzer III vagy Sd. Kfz 141) német közepes harckocsi, melynek gyártását 1937-ben kezdték meg. 1940-től egészen 1943 közepéig a német harckocsiegységek gerincét képezte, ezáltal a második világháború egyik legmeghatározóbb páncélos típusává vált. Első vonalbeli harcjárműként egészen 1943 végéig használták, de az alapkonstrukció ezt követően sem veszett ki nyomtalanul a német páncélos egységek kötelékéből. Parancsnoki, rohamlöveg, tüzérségi önjáró, támogató és egyéb speciális célokra átalakított változatai végigszolgálták a második világháborút.

## Előzmények
A Panzer I és Panzer II könnyű kiképző harckocsikat valójában csak ideiglenes jelleggel tervezték, vékony páncélzatuk és gyenge fegyverzetükből adódóan ezek a típusok nem voltak alkalmasak első vonalbeli harcjárműnek. A német hadseregnek szüksége volt olyan harcjárművekre is, amelyek páncélzatuk és fegyverzetük révén képesek felszámolni az erősebben védett ellenséges célpontokat (páncélosokat és védelmi pontokat), ezért a Fegyverügyi Hivatal két új harckocsitípus ötletével állt elő. Az első változatot hatékony páncéltörő fegyverrel kellett felszerelni, hogy alkalmas legyen az ellenséges páncélosok leküzdésére (ez lett a Panzer III-as), míg a második páncélost elsősorban közvetlen támogató feladatkörre szánták (Panzer IV).
Végül 1935-ben, a német Fegyverügyi Hivatal a MAN, Daimler-Benz, Rheinmetall-Borsig és a Krupp műveket bízta meg egy 15 tonnás harckocsi kifejlesztésével. Félrevezetés céljából a programot Zugfuhrerwagen (ZW) (szakaszvezető jármű) névvel illették, ezzel azt a benyomást akarták kelteni hogy egy páncélozatlan, lánctalpas jármű kialakításáról van szó. A fejlesztési program rögtön egy vitával indult, ami a Fegyverügyi Hivatal és a gépesített egységek megfigyelői között bontakozott ki. Az első csoport 3,7 cm-es fegyverzettel akarta felszerelni az új páncélost, míg a megfigyelők inkább a hatékonyabb 5,0 cm-es páncéltörő löveget favorizálták. Logisztikai megfontolásokból végül a 3,7 cm-es ágyú mellett döntöttek, mivel ekkor a 3,7 cm-es Pak 35/36 L/45-ös löveg volt a hadsereg rendszeresített páncéltörő fegyvere, ezáltal a Panzer III-as harckocsival felszerelt páncélos egységeket és páncéltörő tüzéreket is ugyanazzal a lőszertípussal lehetett kiszolgálni. Mindazonáltal a lövegtorony képes volt a nehezebb ágyú befogadására is, ami lehetővé tette a típus utólagos korszerűsítését.
A kummersdorfi és az ulmi teszteket végül a Daimler-Benz prototípusa nyerte, amit 1937 elejétől kezdve sorozatban gyártottak.

## Típusok

A Panzer III erőátviteli rendszere

A Panzer III kommunikációs rendszere

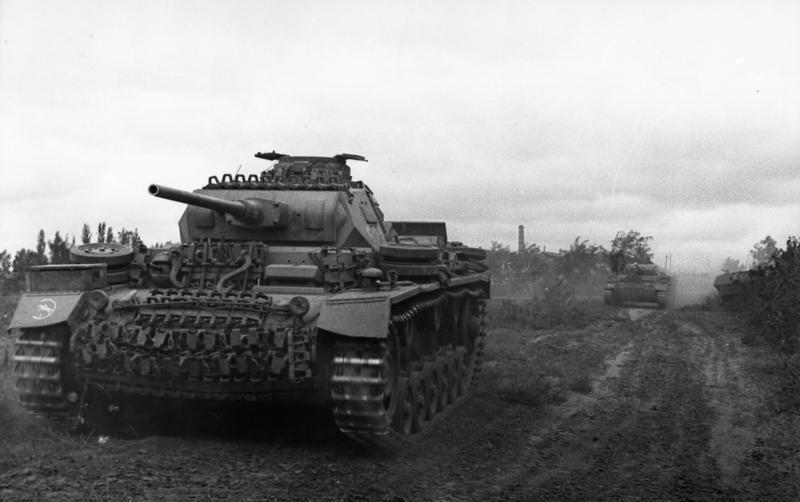
Panzer III a keleti fronton

A Panzer III különböző változatainál használt felfüggesztési rendszerek

- Panzerkampfwagen III Ausf A: A német hadsereg ezeket a kísérleti sorozat első járműveinek szánta, amelyekkel a felfüggesztés különböző megoldásait próbálhatták ki. Öttagú személyzet üzemeltette, akiket elöl és oldalt 15 mm vastagságú páncél védett. Tömege 15 tonna volt, melyet 230 lóerős Maybach HL 108-as TR benzinüzemű motor hajtott. Fő fegyvere egy 3,7 cm-es KwK L/45-ös löveg volt 150 lőszerrel. Másodlagos fegyverzete három 7,92 mm-es MG 34-es géppuskából állt. Ezeket 4500 lőszerrel látták el. A német hadsereg a tizenkét harckocsit a lengyelországi hadjárat során próbálta ki éles bevetésekben, azonban 1940 februárjában, a Nyugat-Európa elleni támadás előtt visszavonták őket.
- Panzerkampfwagen III Ausf B: Gyártását 1937-ben kezdték meg, összesen 15 darabot készítettek belőle. Nagyon hasonlított az A-hoz, de a Daimler-Benznél újratervezték a felfüggesztőrendszert. Az új elrendezés szerint oldalanként nyolc kis méretű futógörgő volt felszerelve, amelyeket páronként összekapcsoltak, és mindössze két, elliptikus rugóval függesztettek fel. Fő fegyverét kevesebb lőszerrel látták el, 150 helyett csak 121-gyel, hogy a többletsúlyt kiegyenlítsék. A módosítások ellenére a harckocsi teljesítménye körülbelül megegyezett elődjével. A 15 Panzer IIIB is szerepet kapott a lengyelországi hadjáratban, de a német hadsereg Franciaország megszállása előtt kivonta őket a szolgálatból.
- Panzerkampfwagen III Ausf C: A C változatból szintén 15 darab készült 1937 végén, 1938 elején. A felfüggesztőrendszert tovább módosították. Az előző változatokhoz hasonlóan nyolc futógörgővel látták el, de ezeket kettő helyett három elliptikus laprugó segítségével függesztették fel. A típus tömege 16 tonnára emelkedett, ezért a hatótávolság 105 kilométerre csökkent.
- Panzerkampfwagen III Ausf D: A negyedik változat volt a legnehezebb és a legjobban védett az összes nullsorozati változat közül, ez főként a vastagabb 30 mm páncélzatnak volt köszönhető. Az erősebb páncélozásnak köszönhetően, a harcjármű tömege majdnem 19,3 tonnára nőtt. A felfüggesztésen újabb módosításokat eszközöltek. Ugyanannyi lőszerrel látták el, mint elődeit. 1938 első félévében 40 darabot gyártottak belőle. Ezek a Lengyelország elleni támadásban és Norvégia megszállásában is részt vettek.
- Panzerkampfwagen III Ausf E: Az utolsó kísérleti változatot, az E-t 1938 decembere és 1939 októbere között gyártották a Daimler-Benznél. Ez volt az első típus, amelyet nagyobb mennyiségben állítottak elő. Összesen 96 darab készült belőle. Több nagyobb változást is beiktattak, például a motort 320 lóerős Maybach HL 120 TR-re cserélték és új sebességváltóval szerelték fel. A hat különálló futógörgőt keresztirányú torziós rugókkal függesztették fel. A lengyelországi hadjáratban 98 Panzer III került bevetésre, többségük E változat volt. Emellett az 1940-es nyugati, 1941–1942-es keleti és észak-afrikai frontokon is használták. Ez a változat már alkalmas volt nehezebb fegyver hordozására, ezért az 5,0 cm-es KwK löveget is beleépíthették. A lövegeket folyamatosan cserélték a nagyjavításra visszaérkező példányokon, és a G változatot már gyárilag ezzel szerelték.

- Panzerkampfwagen III Ausf F: Az F változat 1939 szeptemberétől kezdve, a Daimler-Benz, Henschel, MAN, Alkett és a FAMO vállalat gyártotta sorozatban. 1940 júliusáig összesen 435 darab jármű készült el. Az első 335 darab F variáns még a gyengébb 3,7 cm-es KwK 35/36 típusú páncéltörő ágyúval szerelték fel, amit az utolsó 100 páncélos gyártásánál már a hatékonyabb 5,0 cm-es KwK 38 L/42 löveggel váltottak fel. 1942-re az összes F változatot átfegyverezték az 5,0 cm-es L/42 űrmérethosszú páncéltörő ágyúra, amit 1942 és 1943 között a nagyobb átütőerőt képviselő 5,0 cm-es KwK 39 L/60-as löveg követett. A fennmaradó F állományt végül 1944 júniusában kivonták a frontszolgálat alól.

- Panzerkampfwagen III Ausf G: A G változatot a Panzer IV harckocsihoz tervezett parancsnoki kupolával, a vezető számára új megfigyelő rendszerrel (Fahrersehklappe 30), szélesebb lánctalpakkal és áttervezett lövegtoronnyal szerelték fel. Az észak-afrikai harcokban bevetett modelleknél az Ausf G(Tp) típus jelölést használták, ezeket a sivatagi körülmények miatt olajfürdős rendszerű légszűrővel és hatékonyabb hűtőrendszerrel látták el. Összesen 600 darab G variánst gyártottak.
- Panzerkampfwagen III Ausf H: A H változat gyártását, 1940 októberétől kezdve a MAN, Alkett, Henschel, Wegmann, MNH és a MIAG cég végezte. A harckocsi védelmének javítása céljából a páncéltest elejéhez és hátuljához, szegecseléssel valamint csavarkötéssel, 30 mm-es kiegészítő páncélzatot szereltek. Ezáltal a Panzer III H már megfelelő védelmet nyújtott a szövetségesek 37 és 45 mm-es páncéltörő ágyúival szemben.

A páncélzat megerősítése azonban 21,6 tonnára növelte a páncélos tömegét, ezért a harckocsi felfüggesztési rendszerét is módosítani kellett. 1941 áprilisáig összesen 308 darab H modellt készítettek.
- Panzerkampfwagen III Ausf J: A J változatot már homogén 50 mm-es front és farpáncéllal került le a gyártósorról. A vezető új Fahrersehklappe 50 típusú megfigyelő rendszert kapott. 1942 áprilisától kezdve a lövegpajzshoz valamint a frontpáncélhoz további 20 mm-es kiegészítő páncélzatot rögzítettek. A későbbi modelleket már gyárilag is az 5,0 cm-es L/60-as páncéltörő ágyúval szerelték fel. Összességében véve ez a típus már eséllyel vehette fel a versenyt az amerikai M4 Sherman és a szovjet T-34/76-os harckocsikkal szemben. 1941 márciusa és 1942 júliusa között összesen 2616 darab J variáns készült.
- Panzerkampfwagen III Ausf L: Lényegében megegyezett a kései J változattal. Az Ausf L(Tp) változatokat légvédelmi géppuskával is ellátták, amit a parancsnoki kupolára szerelt fegyverállványon helyeztek el. Több L típus oldalát és tornyát 5 mm-es (Schürtzen) köténypáncélzattal is elláttak. Összesen 653 darab L változatot gyártottak.

- Panzerkampfwagen III Ausf M: A gyártási folyamatok leegyszerűsítése végett, az M változaton további módosításokat hajtottak végre. Néhány példány gázló képességét (kiegészítő felszereléssel) 1,3 m-re növelték. Ezek Tauchpanzer III jelöléssel kerültek a német hadsereg állományába. Sok M változat alvázát felhasználták a StuG III-as rohamlöveg és a Panzer III N harckocsi gyártásához. További 100 darab Ausf M-et lángszóróval láttak el. Összesen 250 darab Panzer III M variáns épült.
- Panzerkampfwagen III Ausf N: A Panzer III N volt a típus utolsó variánsa, amely elsősorban feladatkörében és fegyverzetében különbözött a többi változattól. Ezt a modellt támogató szerepkörre szánták, ennek megfelelően a rövid csövű 7,5 cm-es KwK 37 L/24-es ágyúval szerelték fel, melynek átütőereje jóval szerényebb volt mint a korábbi Panzer III harckocsikhoz használt 50 mm-es páncéltörő ágyúké, ellenben hatékonynak bizonyult a gyalogság és a gyengébb védelemmel ellátott célpontok (könnyen páncélozott járművek, géppuska fészkek) leküzdésére. A típusra a kifejezőbb Sturmpanzer III (rohampáncélos) elnevezést is használták, amely jobban kihangsúlyozta a harcjármű feladatkörét. A Sturmpanzer III-asokat köténypáncélzattal és antimagnetikus Zimmerit réteggel is ellátták. A legtöbb N változatot a német nehézpáncélos zászlóaljakhoz osztották be, ahol a Tigris-I-es harckocsiknak adtak támogatást az ellenséges gyalogsággal szemben. Összesen 663 darab N változatot gyártottak.

### Egyéb változatok
- StuG III – (rohamlöveg)
- StuH 42 – (10,5 cm-es ágyúval felszerelt rohamlöveg)
- Stu.I.G 33 B – önjáró tüzérségi tarack
- Munition Schlepper – lőszerszállításra átalakított variáns
- Pionierpanzerwagen III -
- Minenraumpanzer III – aknamentesítő változat (prototípus)
- Bergepanzer III – műszaki mentő harcjármű
- Befehlswagen III – parancsnoki harcjármű
- Panzer III (Flamm) – lángvetővel felszerelt változat

## Harci alkalmazás
A típust Lengyelország lerohanásakor vetették be először, bár csak korlátozott darabszámban. 3,7 cm-es páncéltörő lövegének köszönhetően igen hatékony fegyvernek bizonyult a lengyel páncélosok ellen, beleértve a 7TP könnyű harckocsikat is. A hadművelet alatt -arányaiban- azonban ez a típus könyvelhette el a legnagyobb veszteségeket. 98 darab Panzer III-asból összesen 26 semmisült meg. Ez főként annak volt betudható, hogy a német hadsereg ekkor még hiányt szenvedett olyan harcjárművekből, amelyeket hatékonyan lehetett volna használni ellenséges páncélosok leküzdésére (a Panzer I és II-es típus erre a feladatra nem volt alkalmas), az erősebb védelmi rendszerek áttörésénél ezért inkább a Panzer III-as harckocsira szorítkoztak.
A franciaországi hadjáratban körülbelül 350 darab Panzer III-ast vetettek be, ez a teljes német páncélos állomány kevesebb mint 1/7-ét tette ki. A harcok során bebizonyosodott hogy a típus 3,7 cm-es ágyúja képtelen átlőni a francia Somua S35 és Char B1 valamint a brit Matilda harckocsik homlokpáncélját. A későbbiekben ezt a Panzer III-as újra fegyverezésével és a páncélzat megerősítésével próbálták meg orvosolni, ezért a G változattól kezdve áttértek az 5,0 cm-es L/42-es páncéltörő löveg használatára.
A Szovjetunió megtámadásának idején már ez a típus képviselte a német páncéloserők gerincét (a hadművelet megindításának előestéjén a 3332 darab német páncélos közül összesen 965 volt Panzer III-as). A harci tapasztalatok azonban azt mutatták, hogy a szovjet KV–1-es és T–34-es típusok leküzdésére nem alkalmas. Ezt követően tovább növelték a páncélzatot, majd a továbbfejlesztett KwK 39 típusú harckocsiágyút építették be, amely hosszabb volt, mint a korábbi, L/42 űrmérethosszú páncéltörő löveg. Bár a típus, korszerűsítését követően sem múlta felül a szovjet közepes és nehéz páncélosokat, képzett kezelőszemélyzetének és fejlett kommunikációs rendszerének köszönhetően, azonban megfelelő teljesítményt nyújtott és nagyban hozzájárult az 1940–1943 között elért német sikerekhez.
A kurszki offenzíva volt az utolsó hadművelet ahol a Panzer III komoly szerephez jutott (a rendelkezésre álló 2465 darab páncélos közül 809 volt Pz III-as). Ekkorra a típus azonban már komoly minőségi hátrányba került, ezért 1943 augusztusában gyártását beszüntették, és az év végére kevés számú kivételtől eltekintve kivonták a frontról, bár a hátországban és a megszálló csapatoknál a háború végéig hadrendben maradt.

## Galéria

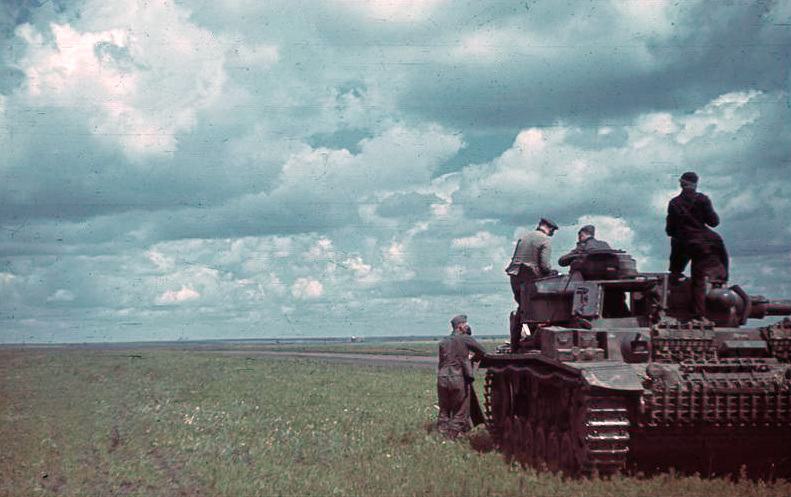
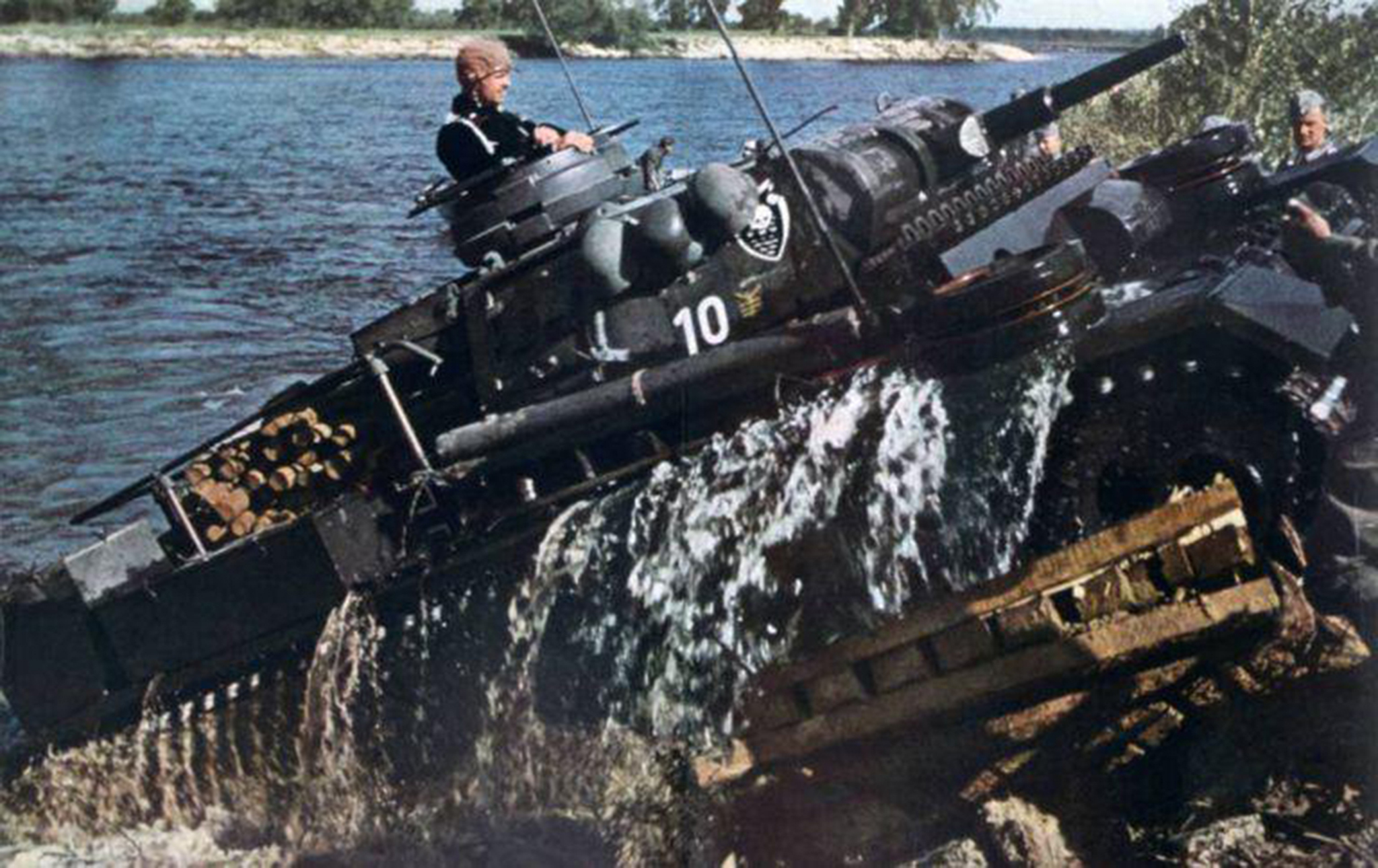
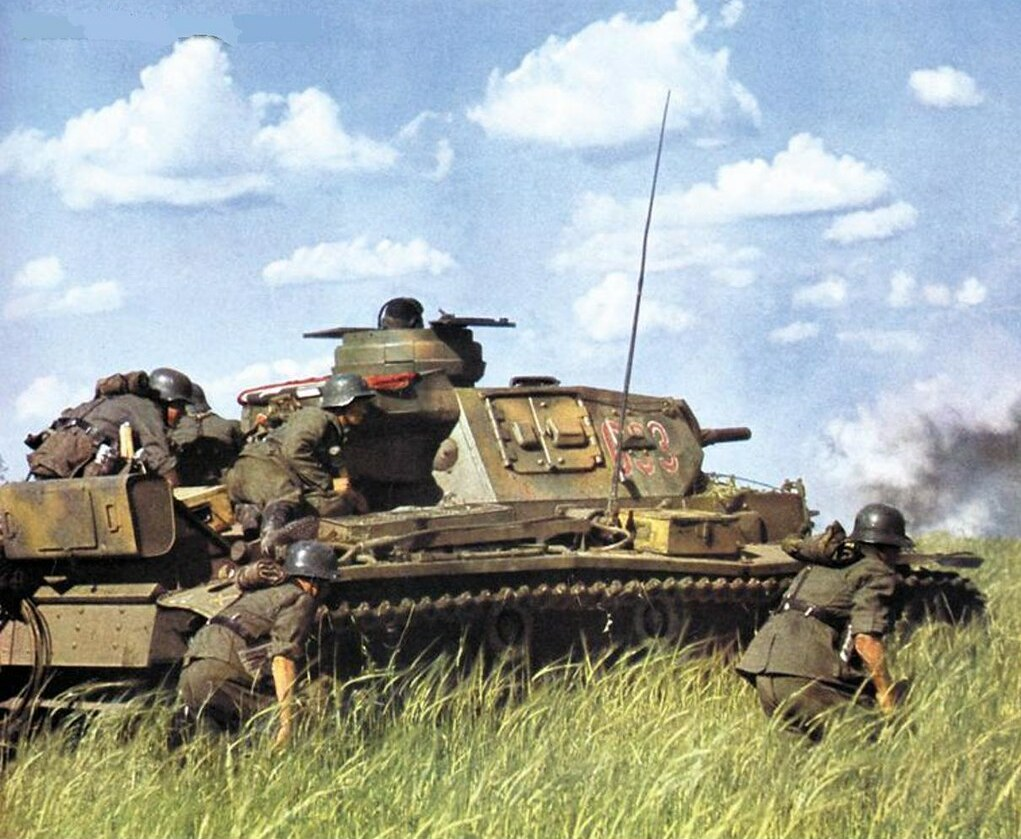
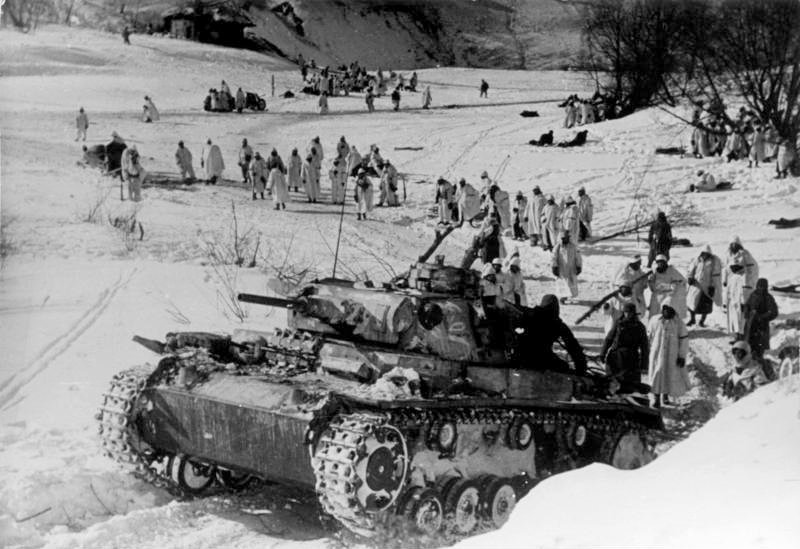
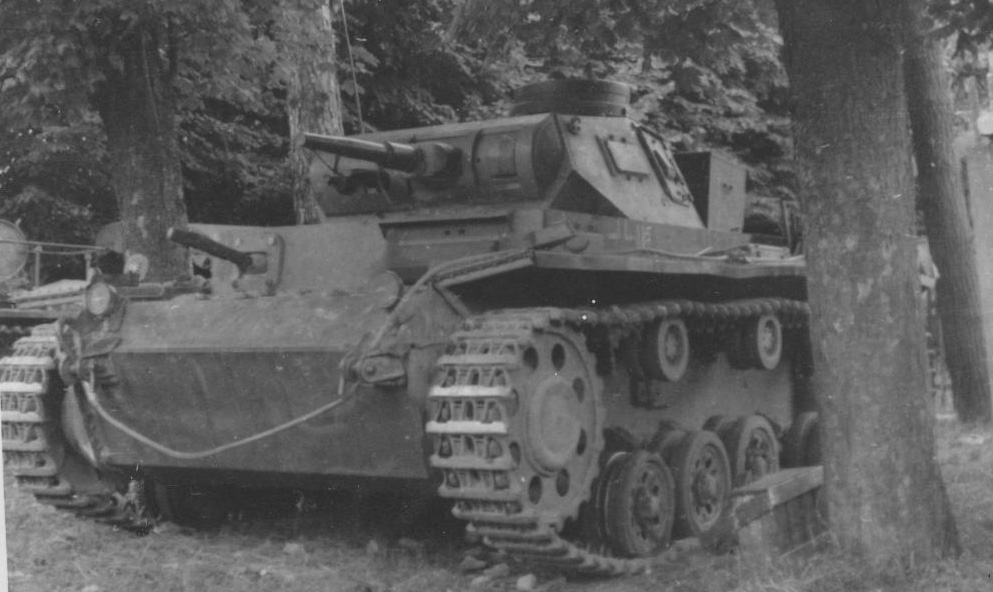
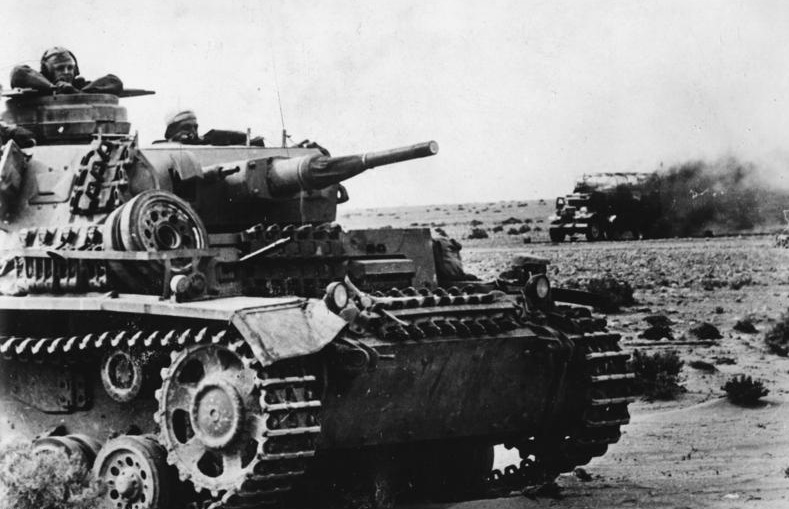
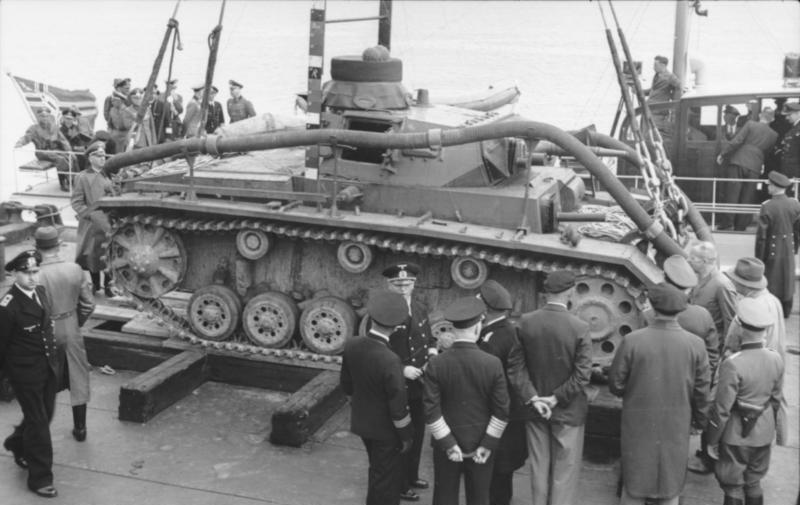
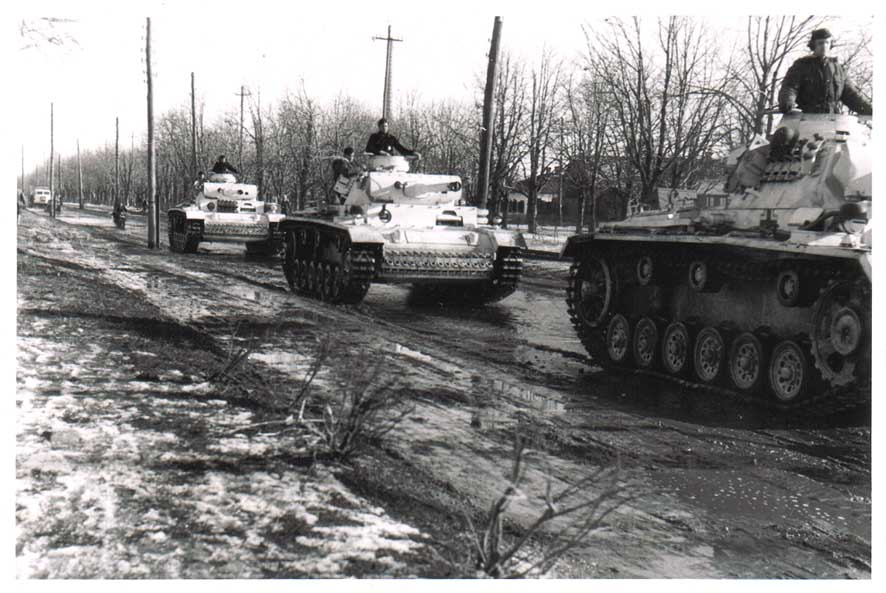

### Külső hivatkozások
- panzerkeil.dre